# Народна скупштина Краљевине СХС 1925—1926.
Редовни сазив Народне скупштине Краљевине Срба, Хрвата и Словенаца за 1925/1926. годину је одржан од 20. октобра 1925. до 19. октобра 1926.

## Редовни сазив за 1925/1926.
20. октобра 1925. Народна скупштина састала се y први редован сазив и одмах конституисала, па је за председника Народне скупштине био изабран Марко Трифковић, за I потпредседника др. Никола Суботић, за II потпредседника др. Станко Шибеник, a за секретаре били су изабрани Стјепо Кобасица, Руде Бачинић, Стојадин Павловић и Јосип Загорац. 12. јуна 1926. за II потпредседника на место др. Шибеника био је изабран Јосип Пасарић. Дан после извршеног конституисања седнице скупштинске отворене су читањем указа, a после тога је извршен и избор сталних скупштинских одбора.
17. новембра y владу Николе Пашића, као министар просвете, ушао је Стјепан Радић, председник Хрватске сељачке странке који је мало пре тога времена био аболиран од оптужбе која је против њега вођена код Судбеног стола y Загребу. Скупштина је за то време наставила законодавни рад, до месеца априла, када је наступила дуга министраска криза y току које је влада Николе Пашића поднела оставку, a нову владу образовао је 15. априла 1926. Никола Узуновић. Кабинет Николе Узуновића био је коалициони, Народне радикалне и Хрватске сељачке странке, y коме је ова последња имала пет портфеја. Недељу дана доцније влада Николе Узуновића поднела је оставку, али је владу поново образовао Узуновић са представницима Хрватске сељачке странке, но сада y њој није било шефа странке Стјепана Радића.
Током овога сазива, Народна скупштина расправила је питање оптужбе против др. Еде Лукинића, бившег министра правде, који је био ослобођен одговорности и није стављен под оптужбу, a сем тога је био изабран и један анкетни одбор коме је стављено y дужност да извиди злоупотребе које су се догађале при државним набавкама.

### Донети закони
До 19. октобра 1926, када је овај редовни сазив закључен читањем указа, Народна скупштина је донела следеће законе: закон о инвалидима; закон о буџетским дванаестинама децембар 1925—март 1926; закон о Светској поштанској конвенцији; * закона о поштанским чековима и вирманском промету; закон о оснивању Земаљске занатске банке; закон о експлоатацији државног пловног парка; закон о осигурању особља министарства војске и морнарице; буџет прихода и расхода за 1926/1927 годину; Финансијски закон за 1926/1927 годину; закон о трговинском уговору са Аустријом; закон о продужењу рока за кратки поступак за изједначење законодавства y земљи; * чл. 289 Финансијског закона; закон о конвенцији о сточним и заразним болестима између Југославије и Италије; * чл. 393 Версајског уговора; закон о уговору са Сједињеним америчким државама, о регулисању ратног дуга; закон о валоризацији; * чл. 234 закона о чиновницима; закон о специјалним конвенцијама са Италијом; * чл. 89 Финансијског закона за 1926/1927 годину; и ** закона о становима.